# Сантуш Марту, Антониу Аугусту душ
Антониу Аугусту душ Сантуш Марту (порт. António Augusto dos Santos Marto; род. 5 мая 1947, Тронку, Португалия) — португальский кардинал. Титулярный епископ Бладии и вспомогательный епископ архиепархии Браги с 11 ноября 2000 по 22 апреля 2004. Епископ Визеу с 22 апреля 2004 по 22 апреля 2006. Епископ Лейрия-Фатимы с 22 апреля 2006 по 28 января 2022. Кардинал-священник с титулом церкви Санта-Мария-сопра-Минерва с 28 июня 2018.